# Ян Цзин
Ян Цзин (кит. упр. 杨晶, пиньинь Yáng Jīng, род. в дек. 1953, Джунгар-Ци) — политик КНР, член и ответственный секретарь Госсовета КНР с 2013 года, секретарь ЦК КПК с 2012 года, член ЦК КПК с 2007 года (кандидат с 2002 года), председатель АР Внутренняя Монголия (2003—2008), председатель Госкомитета КНР по делам национальностей (2008—2013).
Член КПК с августа 1976 года, член ЦК КПК (17-18 созывов, кандидат 16 созыва), секретарь ЦК КПК (18 созыва). 
В январе 2018 года, из-за серьезных нарушений партийной дисциплины, понижен до министерского уровня. Остался на испытательном сроке в КПК (1 год). 24 февраля 2018 года был отстранен от должности начальника секретариата Госсовета КНР и лишен членства в Госсовете, по решению 33-го заседания 12-го съезда Постоянного комитет Всекитайского собрания народных представителей (ПК ВСНП).

## Биография
Монгол.
Трудовую деятельность начал на одном из заводов сельскохозяйственных машин в автономном районе Внутренняя Монголия (Северный Китай).
Окончил Университет Внутренней Монголии (1982) по специальности «китайский язык и литература».
Окончил аспирантуру по политологии в Партийной школе при ЦК КПК.
В 1998—2003 годах глава комитета КПК г. Хух-Хото.
В 2003—2008 годах председатель автономного района Внутренняя Монголия и заместитель главы регионального парткома КПК. За эти пять лет его работы по темпам роста экономики регион занимал одно из первых мест в стране.
В 2008—2013 годах председатель Государственного комитета по делам национальностей. Выдвинул лозунг «национальное единство является таким же ценным, как воздух».
С 2013 года член Госсовета КНР и его ответсекретарь, одновременно президент Китайской академии управления. Также состоял секретарём ЦК КПК. Среди членов Госсовета КНР являлся единственным представителем нацменьшинств.